# Rohožník
Rohožník – wieś (obec) na Słowacji położona w kraju preszowskim, w powiecie Humenné. Pierwsze wzmianki o miejscowości pochodzą z roku 1454.
Według danych z dnia 31 grudnia 2012, wieś zamieszkiwało 38 osób, w tym 18 kobiet i 20 mężczyzn.
W 2001 roku pod względem narodowości i przynależności etnicznej 93,62% stanowili Słowacy.
Ze względu na wyznawaną religię struktura mieszkańców kształtowała się w 2001 roku następująco:
- Katolicy rzymscy – 10,64%
- Grekokatolicy – 80,85%
- Ateiści – 2,13%
- Nie podano – 6,38%